# Vela ai Giochi della XXX Olimpiade - 49er
La competizione del 49er (vela) dei giochi olimpici di Londra 2012 si è svolto il dal 30 luglio all'8 agosto 2012 presso Weymouth e Isle of Portland.

## Programma
| Data                     | Ora   | Turno           |
| ------------------------ | ----- | --------------- |
| Lunedì, 30 luglio 2012   | 13:00 | Gara 1 e 2      |
| Martedì, 31 luglio 2012  | 13:00 | Gara 3 e 4      |
| Mercoledì,1º agosto 2012 | 13:00 | Gara 5 e 6      |
| Giovedì, 2 agosto 2012   | 13:00 | Gara 7 e 8      |
| Venerdì, 3 agosto 2012   | 13:00 | Gara 9, 10 e 11 |
| Domenica, 5 agosto 2012  | 13:00 | Gara 12 e 13    |
| Lunedì, 6 agosto 2012    | 13:00 | Gara 14 e 15    |
| Mercoledì, 8 agosto 2012 | 14:00 | Finale          |

## Risultati
I punti sono assegnati in base alla posizione di arrivo nelle singole gare (1 per il primo, 2 per il secondo, ecc.). Il punteggio totale è la somma delle varie gare, e vince chi ha meno punti. Se un velista viene squalificato o non partecipa alla gara gli vengono assegnati 21 punti (essendoci 20 barche in gara).
Le abbreviazioni utilizzate sono le seguenti:
- OCS – On course side (partenza irregolare)
- DSQ – Squalificato
- DNF – Non terminato
- DNS – Non partito

| Posizione | Nome                                          | Gara   | Gara | Gara | Gara   | Gara   | Gara | Gara | Gara   | Gara | Gara   | Gara | Gara | Gara | Gara | Gara   | Gara | Punti | Punti |
| Posizione | Nome                                          | 1      | 2    | 3    | 4      | 5      | 6    | 7    | 8      | 9    | 10     | 11   | 12   | 13   | 14   | 15     | M    | Tot   | Net   |
| --------- | --------------------------------------------- | ------ | ---- | ---- | ------ | ------ | ---- | ---- | ------ | ---- | ------ | ---- | ---- | ---- | ---- | ------ | ---- | ----- | ----- |
|           | Nathan Outteridge e Iain Jensen (AUS)         | 8      | 1    | 2    | 4      | 2      | 1    | 10   | 6      | 9    | 5      | 4    | 1    | 1    | 1    | 3      | 8    | 66    | 56    |
|           | Peter Burling e Blair Tuke (NZL)              | 9      | 7    | 1    | 7      | 3      | 5    | 9    | 11     | 7    | 2      | 1    | 2    | 15   | 6    | 6      | 4    | 95    | 76    |
|           | Allan Nørregaard e Peter Lang (DEN)           | 2      | 4    | 14   | 6      | 16     | 15   | 5    | 7      | 13   | 6      | 16   | 4    | 4    | 3    | 9      | 6    | 130   | 114   |
| 4         | Nico Delle Karth e Nikolaus Resch (AUT)       | 10     | 15   | 6    | 5      | 5      | 16   | 4    | 19     | 4    | 9      | 6    | 17   | 11   | 4    | 4      | 2    | 137   | 118   |
| 5         | Stevie Morrison e Ben Rhodes (GBR)            | 12     | 12   | 3    | 18     | 4      | 2    | 1    | 1      | 17   | 4      | 20   | 13   | 3    | 17   | 7      | 10   | 144   | 124   |
| 6         | Emmanuel Dyen e Stephane Christidis (FRA)     | 1      | 9    | 9    | 12     | 1      | 10   | 12   | 13     | 10   | 21 OCS | 2    | 5    | 10   | 7    | 14     | 12   | 148   | 127   |
| 7         | Lauri Lehtinen e Kalle Bask (FIN)             | 19     | 18   | 4    | 11     | 6      | 8    | 2    | 2      | 1    | 11     | 3    | 11   | 15   | 11   | 3      | 20   | 148   | 129   |
| 8         | Bernardo Freitas e Francisco Andrade (POR)    | 7      | 2    | 10   | 9      | 10     | 6    | 13   | 5      | 8    | 12     | 9    | 10   | 5    | 14   | 15     | 14   | 149   | 134   |
| 9         | Giuseppe Angilella e Gianfranco Sibello (ITA) | 14     | 11   | 13   | 10     | 11     | 7    | 8    | 12     | 15   | 3      | 13   | 18   | 9    | 5    | 1      | 16   | 166   | 148   |
| 10        | Jonas von Geijer e Niclas During (SWE)        | 5      | 3    | 12   | 8      | 17     | 4    | 14   | 3      | 16   | 8      | 19   | 6    | 18   | 10   | 11     | 18   | 172   | 153   |
| 11        | Tobias Schadewaldt e Hannes Baumann (GER)     | 17     | 5    | 20   | 19     | 15     | 9    | 7    | 14     | 3    | 1      | 10   | 9    | 12   | 13   | 8      | N.D. | 162   | 142   |
| 12        | Iker Martínez e Xabier Fernández (ESP)        | 15     | 6    | 7    | 3      | 14     | 18   | 3    | 15     | 12   | 14     | 8    | 14   | 8    | 15   | 12     | N.D. | 164   | 146   |
| 13        | Łukasz Przybytek e Pawel Kolodzinski (POL)    | 11     | 14   | 11   | 13     | 8      | 3    | 15   | 10     | 5    | 13     | 11   | 12   | 7    | 18   | 13     | N.D. | 164   | 146   |
| 14        | Ryan Seaton e Matt McGovern (IRL)             | 4      | 8    | 15   | 2      | 12     | 19   | 11   | 9      | 14   | 7      | 15   | 7    | 13   | 16   | 16     | N.D. | 168   | 149   |
| 15        | Erik Storck e Trevor Moore (USA)              | 6      | 10   | 16   | 1      | 7      | 13   | 20   | 18     | 2    | 17     | 5    | 20   | 17   | 8    | 17     | N.D. | 177   | 157   |
| 16        | Gordon Cook e Hunter Lowden (CAN)             | 3      | 16   | 5    | 17     | 9      | 17   | 16   | 8      | 11   | 16     | 7    | 8    | 20   | 9    | 21 DNF | N.D. | 183   | 162   |
| 17        | Pavle Kostov e Petar Cupać (CRO)              | 13     | 17   | 8    | 15     | 13     | 14   | 17   | 4      | 19   | 15     | 17   | 3    | 14   | 12   | 19     | N.D. | 200   | 181   |
| 18        | Yukio Makino e Kenji Takahashi (JPN)          | 16     | 13   | 17   | 14     | 18     | 11   | 18   | 16     | 18   | 18     | 14   | 15   | 6    | 2    | 10     | N.D. | 206   | 188   |
| 19        | Jesse Kirkland e Alexander Kirkland (BER)     | 21 DNF | 19   | 18   | 21 DNF | 21 DNF | 12   | 6    | 21 DNF | 6    | 10     | 12   | 19   | 2    | 19   | 18     | N.D. | 225   | 204   |
| 20        | Dionysios Dimou e Mike Pateniotis (GRE)       | 18     | 20   | 19   | 16     | 19     | 20   | 19   | 17     | 20   | 19     | 18   | 16   | 16   | 20   | 5      | N.D. | 262   | 242   |